# Filipe, Eleitor Palatino
Filipe, Eleitor Palatino, cognominado o Justo (em alemão:  Philipp, der Aufrichtige), (Heidelberga, 14 de julho de 1448 - Germersheim, 28 de fevereiro de 1508) foi um membro da Casa de Wittelsbach, Eleitor Palatino do Reno de 1476 a 1508.

## Biografia
Filipe era filho único de Luís IV, Eleitor Palatino e de sua mulher Margarida de Saboia. Com apenas um ano Filipe ficou sob a guarda de seu tio paterno, Frederico, que, mais tarde, o veio a adotar.
Em 1474, Filipe casou com Margarida da Baviera-Landshut, a filha de Luís IX, duque da Baviera-Landshut e, pelo casamento, recebe o Alto Palatinado. Após a morte do seu tio (e pai adotivo) em 1476, torna-se Eleitor Palatino. Em 1499 herda o património dos ramos do Palatinado-Mosbach e do Palatinado-Neumarkt.
Filipe, que apoiou a nora, Isabel da Baviera-Landshut na Guerra da Sucessão de Landshut, foi derrotado em 1504, sendo a guerra vencida por  Alberto IV, duque da Baviera-Munique.
Em 1481 Filipe convidou Johann von Dalberg para a Universidade de Heidelberga.

## Casamento e descendência
Do seu casamento com Margarida da Baviera-Landshut, nasceram 14 filhos. A saber:
1. Luís V (Ludwig V.) (1478–1544);
2. Filipe (Philip) (1480–1541), Bispo de Frisinga (1498–1541) e de Naumburg (1517–41);
3. Ruperto (Ruprecht) (1481–1504), Bispo de Frisinga (1495–1498), casou com a prima Isabel, Duquesa da Baviera-Landshut, com geração;
4. Frederico II (Friedrich II.) (1482–1556);
5. Isabel (Elisabeth) (1483–1522), casou com Guilherme III, Conde de Hesse; casou em segundas núpcias com Filipe I de Baden;
6. Jorge (Georg) (1486 –1529), Bispo de Speyer (1515–1529);
7. Henrique (Heinrich) (1487–1552), Bispo de Utreque (1523–1529) e Bispo de Frisinga (1541–1552), Bispo de Worms (1523–1552);
8. João III (Johann) (1488–1538), Bispo de Ratisbona (1507–1538);
9. Amália (Amalie) (1490–1524), casou com o duque Jorge I da Pomerânia-Wolgast;
10. Bárbara (Barbara) (1491–1505);
11. Helena (Helene) (1493–1524), casou com o duque Henrique V do Mecklenburgo-Schwerin;
12. Wolfgang (Wolfgang) (1494–1558), duque do Palatinado-Neumarkt;
13. Otão Henrique (Otto Heinrich) (1496–1496);
14. Catarina (Katharina) (1499–1526), abadessa.